# Шовинизм
Шовини́зм (фр. chauvinisme) — идеология национального превосходства, ставящая целью обоснование права на дискриминацию, эксплуатацию и угнетение других народов мира. Шовинизм способствует возникновению и распространению неприязни или ненависти к чужакам, иноземцам, иноверцам, по принципу «не такой — чужой — чужак — враг». Одна из форм гетерономии и ксенофобии.
Национальный шовинизм может проявляться в том числе в рамках одного народа, как, например, шовинизм в отношении южных французов при Третьей Французской республике.

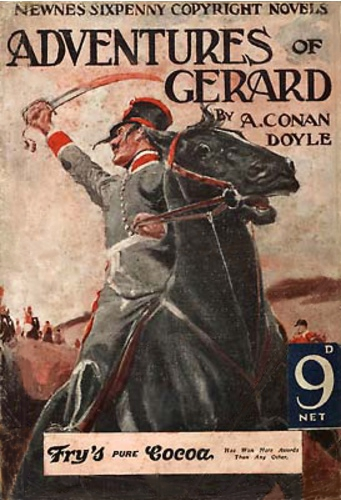
Бригадир Жерар, персонаж романа Конан Дойля, олицетворяющий французский шовинизм

Также этот термин нередко используется в переносном значении и означает социальные, этнические, религиозные, сексуально-ориентационные, возрастные и любые другие стереотипы, убеждения и верования, утверждающие «неполноценность» одного типа людей по сравнению с остальными.
Термин шовинизм (фр. chauvinisme) происходит от имени Николя Шовена (фр. Nicolas Chauvin) — полумифического солдата в армии Наполеона Бонапарта. Предположительно, принимал участие во французской революции и наполеоновских войнах (1799—1815). Несмотря на непопулярность бонапартизма в период Бурбонской реставрации после 1815 года, Шовен, как повествуется, был ярым сторонником Наполеона, нося в лацкане фиалку, что являлось знаком преданности его свергнутому императору. Согласно мифу, несмотря на бедность, нетрудоспособность и оскорбления, Шовен оставался фанатично верным поклонником империалистической политики Наполеона. Он боготворил императора, считал его во всём правым и был готов вместе с ним воевать со всем миром.